# Luboš Tusjak
Luboš Tusjak (* 15. února 1992 v Praze) je český fotbalový záložník, působící v FC Silon Táborsko. Je bývalým mládežnickým reprezentantem.

## Klubová kariéra

### SK Slavia Praha
Odchovanec Slavie Luboš Tusjak povýšil do A-mužstva v létě 2011. Debutoval v zápase Gambrinus ligy 22. srpna 2011 proti domácím Teplicím, když v 87. minutě vystřídal na hřišti Štěpána Koreše. Zápas skončil remízou 0:0. Poté už v podzimní části sezóny příležitost nedostal. V lednu 2012 odešel na půlroční hostování do FK Viktoria Žižkov.
Po návratu z hostování dostával v sezóně 2012/13 více příležitostí a začal nastupovat v základní sestavě.

### FK Viktoria Žižkov (hostování)
V lednu 2012 přišel na půlroční hostování ze Slavie do FK Viktoria Žižkov. Svůj premiérový gól v lize si připsal 9. května 2012 v utkání Žižkova proti domácímu Slovácku, ve 32. minutě vyrovnával na průběžných 1:1. K bodovému zisku však jeho trefa nevedla, neboť Slovácko v závěru zápasu strhlo vítězství gólem Libora Doška na svou stranu. Celkem odehrál za žižkovskou Viktorii 6 zápasů a zaznamenal výše zmíněný jeden gól. Žižkov skončil v sezóně 2011/12 na posledním 16. místě ligové tabulky a sestoupil do 2. ligy. V létě 2012 se Luboš vrátil zpět do Slavie Praha.

### FC MAS Táborsko (hostování)
V létě roku 2013 odešel hostovat do druholigového klubu FC MAS Táborsko. Za tým odehrál dohromady 14 utkání, ve kterých se gólově neprosadil.

### FC MAS Táborsko (druhé hostování)
Před ročníkem 2014/15 zamířil na druhé hostování do Táborska. Po roce se vrátil do Slavie. V týmu vstřelil dva góly ve 26 druholigových střetnutí.

## Reprezentační kariéra
Luboš Tusjak debutoval v české reprezentaci do 16 let 20. listopadu 2007 v přátelském utkání proti domácímu Slovinsku (výhra ČR 1:0). Poté nastřádal několik startů i za starší reprezentace. Ve výběru do 21 let debutoval 14. listopadu 2012, trenér Jakub Dovalil mu dal příležitost v zápase proti Švédsku (remíza 1:1).